# 青森師管
青森師管（あおもりしかん）は、1873年から1885年まで東北地方北部に置かれた日本陸軍の管区、第5師管の別称である。
1873年（明治6年）7月19日改定の鎮台条例に、第5師管と青森師管の二つの呼び名がある。地名で師管を呼ぶ方式は普及せず、1885年（明治16年）に管区を大きく変更したときに番号だけになった。
後、1940年の陸軍管区表改定で地名で師管を呼ぶ方式が採用されたときには、ほぼ同じ地域を弘前師管と呼び、青森師管の名は復活しなかった。